# Zier Tebbenhoff
Zier Tebbenhoff (Den Haag, 1 februari 1972) is een Nederlands voormalig profvoetballer.
Tebbenhoff begon zijn loopbaan bij Feyenoord waar hij op vijftienjarige leeftijd zijn eerste profcontract tekende. Hij werd als een groot talent gezien en werd voor verschillende Jong Oranje elftallen geselecteerd. Op 25 september 1988 maakte Tebbenhoff zijn debuut voor Feyenoord tegen Fortuna Sittard waarin hij tevens wist te scoren. Hij speelde zijn eerste (en tevens laatste) Europese wedstrijd in de eerste ronde van de UEFA Cup tegen VfB Stuttgart.
Hij wist zijn faam bij Feyenoord echter niet waar te maken en vertrok gedurende het seizoen 1989-90 naar SVV, waar hij meteen promotie naar de Eredivisie wist af te dwingen. Het volgende seizoen wist SVV zich te handhaven en fuseerde aan het eind van seizoen 1990-91 met Dordrecht'90. Door de fusieperikelen kwam Tebbenhoff weinig aan spelen toe en vertrok het volgende seizoen naar FC Den Haag.
Na drie seizoenen bij FC Den Haag werd de nacompetitie gewonnen en promoveerde de club naar de Eredivisie. Dit zorgde voor een leegloop bij Den Haag waar spelers als Jeffrey Talan, Marco Gentile, Harry van der Laan en Rick Hoogendorp vertrokken. Tebbenhoff kwam echter zonder club te zitten en beëindigde zijn carrière op slechts 24-jarige leeftijd.

## Clubstatistieken
| seizoen | club             | competitie     | duels | goals |
| ------- | ---------------- | -------------- | ----- | ----- |
| 1988/89 | Feyenoord        | Eredivisie     | 16    | 2     |
| 1989/90 | Feyenoord        | Eredivisie     | 5     | 0     |
| 1989/90 | SVV              | Eerste divisie | 9     | 6     |
| 1990/91 | SVV              | Eredivisie     | 13    | 3     |
| 1991/92 | SVV/Dordrecht'90 | Eredivisie     | 12    | 2     |
| 1992/93 | FC Den Haag      | Eerste divisie | 15    | 1     |
| 1993/94 | ADO Den Haag     | Eerste divisie | 20    | 4     |
| 1994/95 | FC Den Haag      | Eerste divisie | 17    | 5     |